# Grogol (Gunungjati)
Grogol is een bestuurslaag in het regentschap Cirebon van de provincie West-Java, Indonesië. Grogol telt 4220 inwoners (volkstelling 2010).